# Milan Football Club 1934-1935
Questa voce raccoglie le informazioni riguardanti il Milan Football Club nelle competizioni ufficiali della stagione 1934-1935.

## Stagione

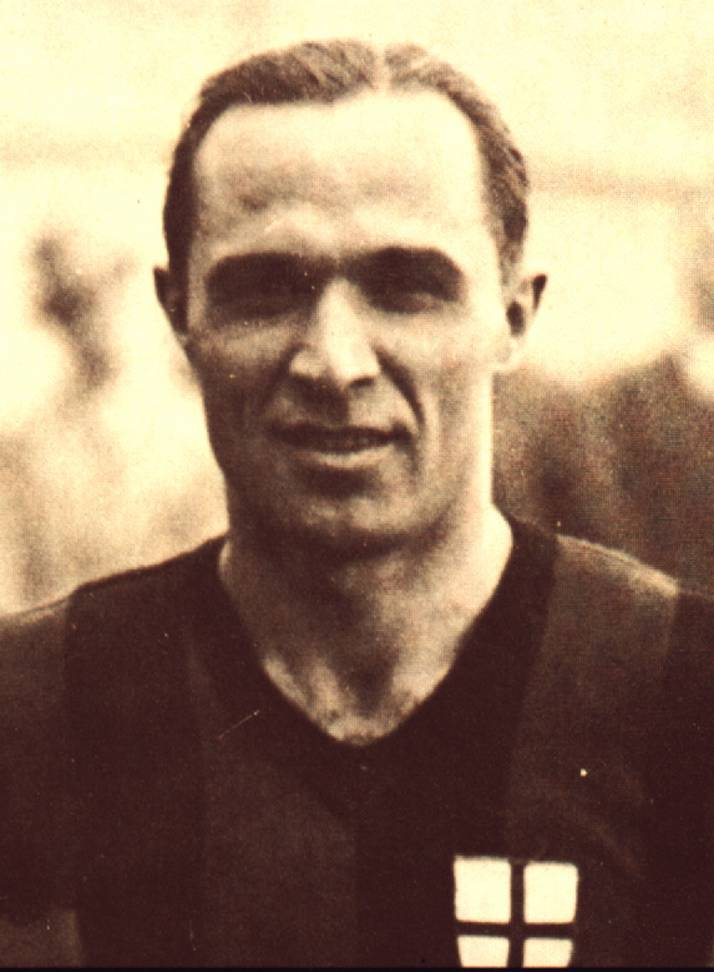
Giuseppe Bonizzoni, al Milan dal 1931 al 1940

Il calciomercato effettuato prima dell'inizio di questa stagione è asfittico. La rosa è confermata: eccezione è l'innesto di Paolo Silvestri. Come allenatore viene scelto Adolfo Baloncieri. Per quanto riguarda il campionato, il numero di squadre partecipanti scende da 18 a 16.
Il risultato è un altro campionato mediocre, con un 10º posto a pari punti con la Triestina e il Brescia. Ai tifosi rossoneri non mancano le soddisfazioni, come la vittoria sulla Lazio per 4 a 1 a Roma e sulla Juventus a San Siro per 3 a 0. Proprio questa sconfitta, avvenuta nella terzultima giornata, mette in discussione il primato dei bianconeri, che riescono poi a conquistare lo scudetto all'ultimo turno.

## Divise
| Casa | Trasferta |

## Organigramma societario
Area direttiva
- Presidente: Pietro Annoni (da giugno 1935)
- Commissario straordinario: Luigi Ravasco (fino a giugno 1935)
- Segretario: Adlofo Baloncieri

Area tecnica
- Allenatore: Adolfo Baloncieri

## Rosa
| N. |                   | Ruolo | Calciatore               |
| -- | ----------------- | ----- | ------------------------ |
|    | Italia (bandiera) | P     | Alessandro Bonetti       |
|    | Italia (bandiera) | P     | Dario Compiani           |
|    | Italia (bandiera) | D     | Giuseppe Bonizzoni       |
|    | Italia (bandiera) | D     | Emilio Gattoronchieri    |
|    | Italia (bandiera) | D     | Luigi Perversi           |
|    | Italia (bandiera) | D     | Carlo Rigotti (capitano) |
|    | Italia (bandiera) | C     | Antonio Gino Bortoletti  |
|    | Italia (bandiera) | C     | Giorgio Buila            |
|    | Italia (bandiera) | C     | Luigi Cresta             |
|    | Italia (bandiera) | C     | Arrigo Fibbi             |

| N. |                   | Ruolo | Calciatore          |
| -- | ----------------- | ----- | ------------------- |
|    | Italia (bandiera) | A     | Pietro Arcari       |
|    | Italia (bandiera) | A     | Nello De Lorenzi    |
|    | Italia (bandiera) | A     | Oliviero Mascheroni |
|    | Italia (bandiera) | A     | Giovanni Moretti    |
|    | Italia (bandiera) | A     | Bruno Poletti       |
|    | Italia (bandiera) | A     | Mario Romani        |
|    | Italia (bandiera) | A     | Giulio Rossi        |
|    | Italia (bandiera) | A     | Paolo Silvestri     |
|    | Italia (bandiera) | A     | Benedetto Stella    |
|    | Italia (bandiera) | A     | Giuseppe Torriani   |

### Staff tecnico
| Massaggiatore: | Luigi Clerici |

## Calciomercato
| Acquisti | Acquisti         | Acquisti | Acquisti |
| R.       | Nome             | da       | Modalità |
| -------- | ---------------- | -------- | -------- |
| A        | Nello De Lorenzi | Bologna  | -        |
| A        | Paolo Silvestri  | Livorno  | -        |

| Cessioni | Cessioni             | Cessioni      | Cessioni |
| R.       | Nome                 | a             | Modalità |
| -------- | -------------------- | ------------- | -------- |
| A        | Aldo Barbieri        | SPAL          | -        |
| C        | Andrea Capitanio     | Padova        | -        |
| C        | Pietro Maestroni     | Atalanta      | -        |
| C        | Giuseppe Pagni       | Fanfulla      | -        |
| C        | Tullio Scanferlini   | Cremonese     | -        |
| D        | Alessandro Schienoni | GC Vigevanesi | -        |
| A        | Mariano Tansini      | Fanfulla      | -        |

## Risultati

### Serie A

#### Girone di andata
| Arbitro: | Bevilacqua (Viareggio) |

|             |           |                      |
| Barberis 1’ | Marcatori | 58’ Romani 66’ Rossi |

| Arbitro: | Mattea (Torino) |

|           |           |              |
| Rossi 29’ | Marcatori | 28’ Viani II |

| Arbitro: | Dattilo (Roma) |

|                  |           |  |
| Reggiani 9’, 24’ | Marcatori |  |

| Arbitro: | Corradini (Brescia) |

|                           |           |                                  |
| Moretti 8’ Arcari III 71’ | Marcatori | 40’ (rig.) Vojak 65’ Ferraris II |

| Genova 4 novembre 1934 5ª giornata | Sampierdarenese | 0 – 0 | Milan | Stadio del Littorio\| Arbitro: \| Scarpi (Dolo) \| |
| Arbitro:                           | Scarpi (Dolo)   |       |       |                                                    |

| Milano 18 novembre 1934 6ª giornata | Milan                  | 0 – 0 | Torino | Stadio San Siro\| Arbitro: \| Bevilacqua (Viareggio) \| |
| Arbitro:                            | Bevilacqua (Viareggio) |       |        |                                                         |

| Arbitro: | Scotto (Savona) |

|             |           |                                           |
| Guarisi 48’ | Marcatori | 11’ Rossi 17’, 70’ Arcari III 28’ Moretti |

| Arbitro: | Bevilacqua (Viareggio) |

|                                     |           |                                |
| Silvestri 14’ Arcari III 69’ (rig.) | Marcatori | 32’ (aut.) Perversi 43’ Vecchi |

| Arbitro: | Pecchiura (Torino) |

|  |           |                            |
|  | Marcatori | 20’ Arcari III 60’ Moretti |

| Arbitro: | Mattea (Torino) |

|  |           |              |
|  | Marcatori | 55’ Geigerle |

| Arbitro: | Scarpi (Dolo) |

|                                                                         |           |                                |
| Ottani 14’, 57’ Schiavio 19’ Bonizzoni 38’ (aut.) Sansone 39’ Maini 50’ | Marcatori | 2’ Arcari III 53’, 82’ Moretti |

| Arbitro: | Mazza (Genova) |

|                         |           |                           |
| Rossi 11’ Silvestri 31’ | Marcatori | 55’ Cattaneo 87’ Riccardi |

| Arbitro: | Scotto (Savona) |

|              |           |  |
| Borel II 37’ | Marcatori |  |

| Arbitro: | Scorzoni (Bologna) |

|                                 |           |                                               |
| Moretti 12’, 50’, 67’ Rossi 48’ | Marcatori | 45’, 72’ Frisoni II 51’ Scaramelli 86’ Guaita |

| Arbitro: | Levrero (Genova) |

|                |           |  |
| Castellani 46’ | Marcatori |  |

#### Girone di ritorno
| Arbitro: | Gonani (Ravenna) |

|                |           |  |
| Arcari III 89’ | Marcatori |  |

| Arbitro: | Turbiani (Ferrara) |

|              |           |  |
| Prendato 83’ | Marcatori |  |

| Arbitro: | Pizziolo (Firenze) |

|  |           |          |
|  | Marcatori | 69’ Rier |

| Arbitro: | Levrero (Genova) |

|  |           |            |
|  | Marcatori | 34’ Romani |

| Arbitro: | Bevilacqua (Viareggio) |

|                                |           |             |
| Rossi 9’ Arcari III 43’ (rig.) | Marcatori | 1’ Rebolino |

| Arbitro: | Mazzarini (Roma) |

|              |           |            |
| Lattuada 51’ | Marcatori | 40’ Stella |

| Arbitro: | Scotto (Savona) |

|             |           |           |
| Moretti 41’ | Marcatori | 49’ Piola |

| Arbitro: | Turbiani (Ferrara) |

|                        |           |  |
| Porta 2’ Demaria I 88’ | Marcatori |  |

| Arbitro: | Scorzoni (Bologna) |

|             |           |              |
| Moretti 68’ | Marcatori | 36’ Cappelli |

| Arbitro: | Mattea (Torino) |

|                |           |                              |
| Rocco 22’, 80’ | Marcatori | 26’ (aut.) Giuseppe Geigerle |

| Milano 5 maggio 1935 26ª giornata | Milan           | 0 – 0 | Bologna | Stadio San Siro\| Arbitro: \| Mattea (Torino) \| |
| Arbitro:                          | Mattea (Torino) |       |         |                                                  |

| Arbitro: | Bonivento (Venezia) |

|                            |           |               |
| Costenaro 66’ Cattaneo 74’ | Marcatori | 5’ Arcari III |

| Arbitro: | Levrero (Genova) |

|                                |           |  |
| Arcari III 15’, 69’ Romani 66’ | Marcatori |  |

| Arbitro: | Bertolio (Torino) |

|                |           |  |
| Scaramelli 65’ | Marcatori |  |

| Arbitro: | Gianelli (Genova) |

|                      |           |             |
| Romani 20’ Rossi 41’ | Marcatori | 50’ Palumbo |

## Statistiche

### Statistiche di squadra
| Competizione | Punti | In casa | In casa | In casa | In casa | In casa | In casa | In trasferta | In trasferta | In trasferta | In trasferta | In trasferta | In trasferta | Totale | Totale | Totale | Totale | Totale | Totale | DR |
| Competizione | Punti | G       | V       | N       | P       | Gf      | Gs      | G            | V            | N            | P            | Gf           | Gs           | G      | V      | N      | P      | Gf     | Gs     | DR |
| ------------ | ----- | ------- | ------- | ------- | ------- | ------- | ------- | ------------ | ------------ | ------------ | ------------ | ------------ | ------------ | ------ | ------ | ------ | ------ | ------ | ------ | -- |
| Serie A      | 27    | 15      | 4       | 9       | 2       | 21      | 17      | 15           | 4            | 2            | 9            | 15           | 21           | 30     | 8      | 11     | 11     | 36     | 38     | -2 |

### Statistiche dei giocatori
| Giocatore         | Serie A  | Serie A |
| Giocatore         | Presenze | Reti    |
| ----------------- | -------- | ------- |
| P. Arcari         | 28       | 11      |
| A. Bonetti        | 8        | -14     |
| G. Bonizzoni      | 30       | 0       |
| A. Bortoletti     | 26       | 0       |
| G. Buila          | 7        | 0       |
| D. Compiani       | 22       | -24     |
| L. Cresta         | 21       | 0       |
| N. De Lorenzi     | 1        | 0       |
| A. Fibbi          | 1        | 0       |
| E. Gattoronchieri | 6        | 0       |
| O. Mascheroni     | 6        | 0       |
| G. Moretti        | 30       | 10      |
| L. Perversi       | 27       | 0       |
| B. Poletti        | 0        | 0       |
| C. Rigotti        | 30       | 0       |
| M. Romani         | 12       | 4       |
| G. Rossi          | 29       | 7       |
| P. Silvestri      | 20       | 2       |
| B. Stella         | 19       | 1       |
| G. Torriani       | 7        | 0       |